# Pasteuria
Pasteuria é um género de bactérias da família Pasteuriaceae. Anteriormente era classificado centro da família Alicyclobacillaceae.
Espécies deste género foram descobertas serem parasita de Daphnia magna.